# AMiBA
L'AMiBA, acronyme de Array for Microwave Background Anisotropy, aussi appelé Yuan-Tseh Lee Array for Microwave Background Anisotropy, est un radiotélescope des États-Unis situé à Hawaï, sur le site de l'observatoire solaire du Mauna Loa, à 3 396 mètres d'altitude. Il a pour but l'observation du fond diffus cosmologique et de l'effet Sunyaev-Zel'dovich dans les amas de galaxies. Il est construit à partir de 2000 et est mis en service en septembre 2006.